# Paul Lehrieder
Paul Alois Lehrieder (né le 20 novembre 1959 à Ochsenfurt) est un homme politique allemand Union chrétienne-sociale en Bavière et un avocat à Gaukönigshofen. Depuis 2005, il est membre du Bundestag allemand.